# Ruth Milles
Ruth Anna Maria Anderson Milles (født 10. februar 1873 i Vallentuna (Uppland), død 11. februar 1941 i Rom) var en svensk billedhugger, søster til Carl Milles.
Ruth Milles blev uddannet ved Teknisk Skole og Kunstakademiet i Stockholm 1894—98 og 1898—1904 i Paris. Hun udførte statuetter, smågrupper og relieffer, blandt andet fra Bretagne. Efter väntan (1909) i Stockholms Nationalmuseum.